# Powiat Veszprém
Powiat Veszprém (węg. Veszprémi járás) – jeden z dziesięciu powiatów komitatu Veszprém na Węgrzech. Siedzibą władz jest miasto Veszprém, będące jednocześnie stolicą komitatu.

## Miejscowości powiatu Veszprém
- Veszprém – siedziba władz powiatu
- Herend
- Bánd
- Barnag
- Eplény
- Hajmáskér
- Hárskút
- Hidegkút
- Márkó
- Mencshely
- Nagyvázsony
- Nemesvámos
- Pula
- Sóly
- Szentgál
- Szentkirályszabadja
- Tótvázsony
- Veszprémfajsz
- Vöröstó[2]